# 始皇帝暗殺 荊軻
『始皇帝暗殺 荊軻』（しこうていあんさつ けいか、原題：荊軻傳奇）は、2004年の中国のテレビドラマ。全32話。

## 概要
秦の始皇帝が中国全土を統一する以前。燕から送られた刺客による暗殺事件が起きた。
暗殺者・荊軻の人生と、暗殺に協力する秦の将軍・樊於期が、秦に追われる経緯を描く。
樊於期の経歴は分かっておらず、ドラマに描かれるストーリーは史実を基にした物ではない。

## あらすじ
紀元前260年、長平の戦い。秦の将軍・白起は、趙の兵40万人を生き埋めにした。戦を逃れる流浪の民の中に、慶（後の荊軻）がいた。
慶は、樊於期と小滬と共に快活谷で育った。

## スタッフ
- 製作総指揮：ヤン・プーティン
- 製作：ハン・サンピン
- 監督：レイモンド・リー
- 脚本：ワン・チウユー
- 美術：ガオ・グォリアン

## 主題歌
- オープニング：《壮士吟》

作詞・作曲：唐健
歌：騰格爾
- エンディング：《紅顔》

作詞：林文炫、作曲・編曲：アンソン・フー
歌：アンソン・フー

## 登場人物・出演者
| 登場人物   | 出演者             |
| ---------- | ------------------ |
| 荊軻（慶） | リウ・イェ         |
| 高漸離     | ピーター・ホー     |
| 樊於期     | ワン・ヤーナン     |
| 小滬       | キャロル・チェン   |
| 秦・大王   | シャオ・ピン       |
| 呂不韋     | チャン・ティエリン |
| 白起将軍   | チョイ・ガムコン   |
| 燕・太子丹 | ウィリアム・フォン |
| 芄蘭公主   | リー・チェン       |
| 雲兮       | チュー・イン       |